# 18番街駅 (BMTウェスト・エンド線)
18番街駅（18ばんがいえき、英語: 18th Avenue）はニューヨーク市地下鉄BMTウェスト・エンド線の駅で、ブルックリン区ベンソンハーストにある。終日D系統が停車する。

## 駅構造
| P ホーム階 | 相対式ホーム、右側ドアが開く | 相対式ホーム、右側ドアが開く                                       |
| P ホーム階 | 北行緩行線                   | ← ノーウッド-205丁目駅行き（79丁目駅）                             |
| P ホーム階 | 混雑方向 急行線              | → 定期列車なし                                                     |
| P ホーム階 | 南行緩行線                   | → コニー・アイランド-スティルウェル・アベニュー駅行き（20番街駅）→ |
| P ホーム階 | 相対式ホーム、右側ドアが開く |                                                                    |
| M          | 改札階                       | 改札口、駅員詰所、メトロカード自動券売機                           |
| G          | 地上階                       | 出入口                                                             |

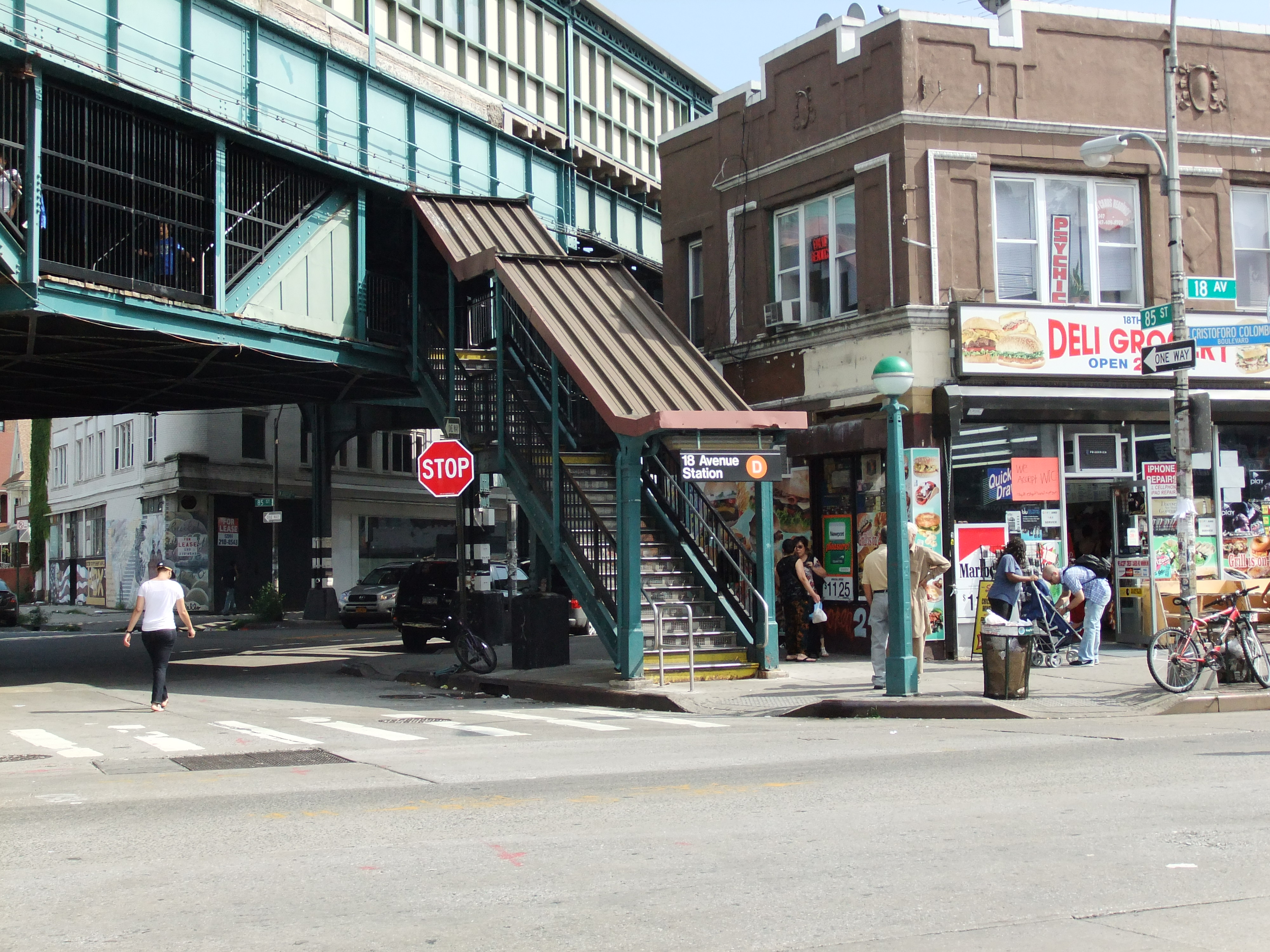
南東側階段

18番街駅は相対式ホーム2面3線の高架駅で、1916年9月15日に開業した。中央の急行線は普段使われていない。
駅の前後は曲線区間になっていて、どちらのホームも北側に延ばされている。メザニンには通りに降りる階段が3本とホームに上がる階段が2本ある。
2012年に、2009年アメリカ復興・再投資法に基づく資金拠出を受けて駅の改装工事が行われた。

## ポップカルチャーにて
1991年のスティーブン・セガール主演の映画『アウト・フォー・ジャスティス』では駅の外観が登場する。